# أندريه شديد
أندريه شديد (بالفرنسية: Andrée Chedid) (ولدت أندريه صعب) (20 مارس 1920 - 6 فبراير 2011)، شاعرة وروائية وكاتبة فرنسية. ولدت في القاهرة لأسرة مسيحية من أصل لبناني - سوري.

## الحياة الشخصية
ولدت أندريه شديد في القاهرة بمصر في 20 مارس 1920 لسليم صعب وأليس خوري- حداد غوديل (Godel). عائلة أبيها من بعبدا في لبنان وعائلة أمها من دمشق في سوريا. فنشأت في عائلة مسيحية لبنانية سورية كانت قد هاجرت في ستينيات القرن التاسع عشر إلى القاهرة. وكانت والدتها تصطحبها في زيارات طويلة إلى باريس استمرت إحداها ثلاثة أعوام ما بين (1934-1938)، فكبرت وهي تعرف مدينة الأنوار في عصرها الذهبي جيداً.
عندما كانت في العاشرة من عمرها تم إرسالها إلى مدرسة داخلية «مدرسة راهبات القلب المقدس»، حيث تعلمت الإنجليزية والفرنسية، وفي الرابعة عشر من عمرها سافرت إلى أوروبا ولكنها عادت ثانية إلى القاهرة لتدرس الصحافة بالجامعة الأمريكية بالقاهرة، وعاشت فترة في لبنان، وكانت طيلة هذه الفترة تكتب بشكل أساسي بالإنكليزية، فأصدرت كتابها الأول العام 1943 وكان بعنوان: «في أعقاب وهمي».

لا تعرف أندريه شديد الحدود بين البلدان حيث تقول في أحد مصنفاتها الشعرية:
إنني أنتمي إلى بلد بلا علم وبلا حبال تربطك
أقامت أندريه شديد في باريس منذ العام 1946 حين كانت في السادسة والعشرين من عمرها ـ وتزوجت من عالم الأحياء لويس-أنطوان شديد، وأنجبت ميشيل ولويس شديد وهو مغني فرنسي مشهور، ولها حفيد هو مطرب الروك الفرنسي ماتيو شديد.

## أعمالها
بدأت أندريه شديد مشوارها الأدبي العام 1943 بمجموعة من الأشعار المكتوبة باللغة الإنجليزية ولكنها سرعان ما تبنت اللغة الفرنسية، ويسود الشرق ومصر القديمة وريف مصر الحديث أعمالها التي منها:

### السرد
- الرماد المعتق (1952)
- جوناثان (1955)
- اليوم السادس (1960)
- الباقي على قيد الحياة (1963)
- الآخر (1969)
- المدينة الخصبة (1972)
- نفرتيتي وحلم أخناتون (1974)
- درجات الرمل (1981)
- البيت من دون جذور (1983)
- الصبي المتعدد (1989)

### الشعر
- نصوص من أجل وجه (1949)
- نصوص من أجل قصيدة (1950)
- نصوص من أجل الحي (1953)
- نصوص من أجل الأرض الحبيبة (1955)،
- الأرض المشاهدة (1957)
- البلد المزدوج (1965)
- نزوات (1962)
- غناء مضاد (1969)
- وجه أول (1972)
- أخوة الكلام (1976)
- احتفال العنف (1976)
- مغاور وشموس (1979)
- محن الكائن (1983)
- كم جسدا وكم روحا (1984- 1991)

### المسرح
وضعت شديد ما يقارب العشر مسرحيات منها:
- بيرينيت مصر
- الأعداد
- الشخص
- المرشح الأخير.

كما ألّفت كتبا مختلفة للأطفال.
خصتها دار «سيجرز» الفرنسية بدراسة مستفيضة عن شعرها (متبوعة بمختارات من شعرها)، في سلسلتها «شعراء اليوم»، وذلك في العام 1977. كذلك نشرت فلاماريون في سلسلة «ألف صفحة وصفحة» مجموعة من رواياتها في مجلد واحد، في العام 1998.

## جوائز
حازت شديد على العديد من الجوائز الأدبية منها:
- جائزة لويز لابيه - 1966
- جائزة النسر الذهبي للشعر - 1972
- الجائزة الكبرى للأدب الفرنسي من الأكاديمية الملكية ببلجيكا - 1975
- جائزة أفريقيا المتوسطة - 1975
- جائزة مالارميه - 1976
- جائزة غونكور للرواية - 1979 عن كتابها «الجسد والزمن»
- جائزة «بول موران» للأدب من الأكاديمية الفرنسية - 2001
- وسام الشرف الفرنسي[10]
- غونكور للشعر - 2002.

## أعمالها إلى السينما
بعد أن أصدرت روايتها «اليوم السادس» العام 1960 اقتبسها المخرج المصري يوسف شاهين للسينما في فيلم يحمل العنوان نفسه ولعبت بطولته الفنانة داليدا مع محسن محيي الدين، واقتبس المخرج الفرنسي برنار جيرودو روايتها «الآخر» للسينما أيضًا العام 1991.
كما جرى اقتباس روايات وقصص قصيرة للمسرح، مثل: «نفرتيتي وحلم أخناتون»، و«الآخر» و«درجات الرمل».

## روابط خارجية
- أندريه شديد على موقع IMDb (الإنجليزية)
- أندريه شديد على موقع ميوزك برينز (الإنجليزية)
- أندريه شديد على موقع ديسكوغز (الإنجليزية)